# Saba Comprehensive School
De Saba Comprehensive School (SCS) is een school voor voortgezet onderwijs in St. Johns op Saba. Het bevond zich voorheen in de hoofdplaats The Bottom.
De school werd op 22 november 1976 opgericht met een investering van 100 Antilliaanse gulden. Voor die tijd moesten kinderen voor middelbaar algemeen voortgezet onderwijs naar Sint Maarten reizen. De eerste klassen werden gevormd in 1988 en 1990. De voertaal op de school is Engels, net zoals dat algemeen gebruikelijk is voor de rest van het eiland.
In 2022 haalde de school in Suriname nieuws, met de vraag of Gamen net als op de SCS in Suriname als keuzevak geïntroduceerd zou kunnen worden.